# Ligota Strupińska
Ligota Strupińska – wieś w Polsce położona w województwie dolnośląskim, w powiecie trzebnickim, w gminie Prusice.

## Podział administracyjny
W latach 1975–1998 miejscowość administracyjnie należała do województwa wrocławskiego.

## Zabytki
Do wojewódzkiego rejestru zabytków wpisany jest:
- zespół pałacowy:
  - pałac, z 1890 r.
  - park leśny, z połowy XIX w.